# Gare de Vinár
La gare de Vinár (en hongrois : Vinár vasútállomás) est une halte ferroviaire hongroise, située à Vinár.